# 2002-es labdarúgó-világbajnokság-selejtező (UEFA – 5. csoport)
A 2002-es labdarúgó-világbajnokság európai 5. selejtezőcsoportjának mérkőzéseit, és a csoport végeredményét tartalmazó lapja. A csoportban körmérkőzéses, oda-visszavágós rendszerben játszottak egymással a labdarúgó-válogatottak. A csoportelső automatikus résztvevője lett a 2002-es labdarúgó-világbajnokságnak.
A csoportban Fehéroroszország, Lengyelország, Norvégia, Örményország, Ukrajna és Wales szerepelt.
A csoportot Lengyelország nyerte és kijutott a 2002-es világbajnokságra, a második helyet pedig Ukrajna szerezte meg és játszhatott pótselejtezőt. 

## Tabella
| Hely. | Csapat           | M  | Gy | D | V | G+ | G– | Gk  | P  | Továbbjutás                         |     | Lengyelország | Ukrajna | Fehéroroszország | Norvégia | Wales | Örményország |
| ----- | ---------------- | -- | -- | - | - | -- | -- | --- | -- | ----------------------------------- | --- | ------------- | ------- | ---------------- | -------- | ----- | ------------ |
| 1.    | Lengyelország    | 10 | 6  | 3 | 1 | 21 | 11 | +10 | 21 | Kijutott a 2002-es világbajnokságra |     | —             | 1–1     | 3–1              | 3–0      | 0–0   | 4–0          |
| 2.    | Ukrajna          | 10 | 4  | 5 | 1 | 13 | 8  | +5  | 17 | Továbbjutott a második fordulóba    |     | 1–3           | —       | 0–0              | 0–0      | 1–1   | 3–0          |
| 3.    | Fehéroroszország | 10 | 4  | 3 | 3 | 12 | 11 | +1  | 15 |                                     |     | 4–1           | 0–2     | —                | 2–1      | 2–1   | 2–1          |
| 4.    | Norvégia         | 10 | 2  | 4 | 4 | 12 | 14 | −2  | 10 |                                     | 2–3 | 0–1           | 1–1     | —                | 3–2      | 0–0   |              |
| 5.    | Wales            | 10 | 1  | 6 | 3 | 10 | 12 | −2  | 9  |                                     | 1–2 | 1–1           | 1–0     | 1–1              | —        | 0–0   |              |
| 6.    | Örményország     | 10 | 0  | 5 | 5 | 7  | 19 | −12 | 5  |                                     | 1–1 | 2–3           | 0–0     | 1–4              | 2–2      | —     |              |

## Mérkőzések
| 2000. szeptember 2. |

| Ukrajna       | 1–3         | Lengyelország                |
| ------------- | ----------- | ---------------------------- |
| Sevcsenko 11' | Jegyzőkönyv | Olisadebe 2' 31' Kałużny 56' |

| Olimpiai Stadion, Kijev Nézőszám: 52,000 Játékvezető: José García-Aranda (spanyol) |

| 2000. szeptember 2. |

| Fehéroroszország             | 2–1         | Wales       |
| ---------------------------- | ----------- | ----------- |
| Kackevics 39' Bjalkevics 56' | Jegyzőkönyv | Speed 90+3' |

| Dinama stadion, Minszk Nézőszám: 32,000 Játékvezető: Alfredo Trentalange (olasz) |

| 2000. szeptember 2. |

| Norvégia | 0–0         | Örményország |
| -------- | ----------- | ------------ |
|          | Jegyzőkönyv |              |

| Ullevaal Stadion, Oslo Nézőszám: 19,201 Játékvezető: William Young (skót) |

| 2000. október 7. |

| Lengyelország       | 3–1         | Fehéroroszország |
| ------------------- | ----------- | ---------------- |
| Kałużny 24' 62' 73' | Jegyzőkönyv | Rindzjuk 37'     |

| Widzew stadion, Łódź Nézőszám: 7,638 Játékvezető: Anders Frisk (svéd) |

| 2000. október 7. |

| Örményország       | 2–3         | Ukrajna                      |
| ------------------ | ----------- | ---------------------------- |
| Petroszjan 17' 44' | Jegyzőkönyv | Sevcsenko 45' 59' Huszin 55' |

| Hanrapetakan Marzadasht, Jereván Nézőszám: 14,000 Játékvezető: Jørn West Larsen (dán) |

| 2000. október 7. |

| Wales     | 1–1         | Norvégia    |
| --------- | ----------- | ----------- |
| Blake 60' | Jegyzőkönyv | Helstad 80' |

| Millennium Stadion, Cardiff Nézőszám: 51,100 Játékvezető: Hartmut Strampe (német) |

| 2000. október 11. |

| Lengyelország | 0–0         | Wales |
| ------------- | ----------- | ----- |
|               | Jegyzőkönyv |       |

| Lengyel Hadsereg Stadion, Varsó Nézőszám: 10,067 Játékvezető: Lucílio Batista (portugál) |

| 2000. október 11. |

| Norvégia | 0–1         | Ukrajna       |
| -------- | ----------- | ------------- |
|          | Jegyzőkönyv | Sevcsenko 51' |

| Ullevaal Stadion, Oslo Nézőszám: 23,612 Játékvezető: Urs Meier (svájci) |

| 2000. október 11. |

| Fehéroroszország           | 2–1         | Örményország |
| -------------------------- | ----------- | ------------ |
| Kackevics 23' Rindzjuk 33' | Jegyzőkönyv | Hojojan 50'  |

| Dinama stadion, Minszk Nézőszám: 21,700 Játékvezető: Sorin Corpodean (román) |

| 2001. március 24. |

| Norvégia               | 2–3         | Lengyelország                |
| ---------------------- | ----------- | ---------------------------- |
| Carew 59' Solskjær 67' | Jegyzőkönyv | Olisadebe 23' 30' Karwan 81' |

| Ullevaal Stadion, Oslo Nézőszám: 15,077 Játékvezető: Stuart Dougal (skót) |

| 2001. március 24. |

| Ukrajna | 0–0         | Fehéroroszország |
| ------- | ----------- | ---------------- |
|         | Jegyzőkönyv |                  |

| Olimpiai Stadion, Kijev Nézőszám: 75,000 Játékvezető: Juan Fernández Marín (spanyol) |

| 2001. március 24. |

| Örményország                  | 2–2         | Wales           |
| ----------------------------- | ----------- | --------------- |
| Minaszjan 39' Movsziszjan 67' | Jegyzőkönyv | Hartson 40' 48' |

| Hanrapetakan Marzadasht, Jereván Nézőszám: 7,000 Játékvezető: Geórgiosz Kásznaférisz (görög) |

| 2001. március 28. |

| Lengyelország                                                               | 4–0         | Örményország |
| --------------------------------------------------------------------------- | ----------- | ------------ |
| Michał Żewłakow 15' (11-esből) Olisadebe 42' Marcin Żewłakow 81' Karwan 88' | Jegyzőkönyv |              |

| Lengyel Hadsereg Stadion, Varsó Nézőszám: 10,320 Játékvezető: Eric Poulat (francia) |

| 2001. március 28. |

| Wales       | 1–1         | Ukrajna       |
| ----------- | ----------- | ------------- |
| Hartson 12' | Jegyzőkönyv | Sevcsenko 51' |

| Millennium Stadion, Cardiff Nézőszám: 48,014 Játékvezető: Eric Romain (belga) |

| 2001. március 28. |

| Fehéroroszország              | 2–1         | Norvégia     |
| ----------------------------- | ----------- | ------------ |
| Kackevics 19' Vasziljuk 90+1' | Jegyzőkönyv | Solskjær 68' |

| Dinama stadion, Minszk Nézőszám: 39,000 Játékvezető: Kírosz Vasszárasz (görög) |

| 2001. június 2. |

| Wales     | 1–2         | Lengyelország                  |
| --------- | ----------- | ------------------------------ |
| Blake 14' | Jegyzőkönyv | Olisadebe 32' Kryszałowicz 72' |

| Millennium Stadion, Cardiff Nézőszám: 48,500 Játékvezető: Erol Ersoy (török) |

| 2001. június 2. |

| Ukrajna | 0–0         | Norvégia |
| ------- | ----------- | -------- |
|         | Jegyzőkönyv |          |

| Olimpiai Stadion, Kijev Nézőszám: 42,000 Játékvezető: Goran Marić (horvát) |

| 2001. június 2. |

| Örményország | 0–0         | Fehéroroszország |
| ------------ | ----------- | ---------------- |
|              | Jegyzőkönyv |                  |

| Hanrapetakan Marzadasht, Jereván Nézőszám: 6,400 Játékvezető: Anton Genov (bolgár) |

| 2001. június 6. |

| Örményország   | 1–1         | Lengyelország |
| -------------- | ----------- | ------------- |
| Petroszjan 11' | Jegyzőkönyv | Kałużny 4'    |

| Hanrapetakan Marzadasht, Jereván Nézőszám: 5,500 Játékvezető: Eric Romain (belga) |

| 2001. június 6. |

| Ukrajna   | 1–1         | Wales         |
| --------- | ----------- | ------------- |
| Zubov 44' | Jegyzőkönyv | Pembridge 74' |

| Olimpiai Stadion, Kijev Nézőszám: 33,000 Játékvezető: Joaquim Paulo Gomes (portugál) |

| 2001. június 6. |

| Norvégia  | 1–1         | Fehéroroszország |
| --------- | ----------- | ---------------- |
| Carew 80' | Jegyzőkönyv | Bjalkevics 23'   |

| Ullevaal Stadion, Oslo Nézőszám: 17,164 Játékvezető: Miroslav Radoman (jugoszláv) |

| 2001. szeptember 1. |

| Lengyelország                                        | 3–0         | Norvégia |
| ---------------------------------------------------- | ----------- | -------- |
| Kryszałowicz 45+1' Olisadebe 77' Marcin Żewłakow 88' | Jegyzőkönyv |          |

| Sziléziai stadion, Chorzów Nézőszám: 40,000 Játékvezető: Miroslav Liba (cseh) |

| 2001. szeptember 1. |

| Fehéroroszország | 0–2         | Ukrajna           |
| ---------------- | ----------- | ----------------- |
|                  | Jegyzőkönyv | Sevcsenko 45' 57' |

| Dinama stadion, Minszk Nézőszám: 40,000 Játékvezető: Alain Sars (francia) |

| 2001. szeptember 1. |

| Wales | 0–0         | Örményország |
| ----- | ----------- | ------------ |
|       | Jegyzőkönyv |              |

| Millennium Stadion, Cardiff Nézőszám: 20,000 Játékvezető: Joseph Attard (máltai) |

| 2001. szeptember 5. |

| Fehéroroszország         | 4–1         | Lengyelország       |
| ------------------------ | ----------- | ------------------- |
| Vasziljuk 7' 46' 52' 61' | Jegyzőkönyv | Marcin Żewłakow 78' |

| Dinama stadion, Minszk Nézőszám: 24,302 Játékvezető: Konrad Plautz (osztrák) |

| 2001. szeptember 5. |

| Ukrajna                       | 3–0         | Örményország |
| ----------------------------- | ----------- | ------------ |
| Sevcsenko 11' Vorobej 85' 90' | Jegyzőkönyv |              |

| Ukrajna Stadion, Lviv Nézőszám: 28,000 Játékvezető: Loízosz Loízu (ciprusi) |

| 2001. szeptember 5. |

| Norvégia                                | 3–2         | Wales                  |
| --------------------------------------- | ----------- | ---------------------- |
| R. Johnsen 17' Carew 68' F. Johnsen 87' | Jegyzőkönyv | Savage 10' Bellamy 28' |

| Ullevaal Stadion, Oslo Nézőszám: 18,211 Játékvezető: Fritz Stuchlik (osztrák) |

| 2001. október 6. |

| Lengyelország | 1–1         | Ukrajna       |
| ------------- | ----------- | ------------- |
| Olisadebe 40' | Jegyzőkönyv | Sevcsenko 81' |

| Sziléziai stadion, Chorzów Nézőszám: 20,900 Játékvezető: Hugh Dallas (skót) |

| 2001. október 6. |

| Wales       | 1–0         | Fehéroroszország |
| ----------- | ----------- | ---------------- |
| Hartson 47' | Jegyzőkönyv |                  |

| Millennium Stadion, Cardiff Nézőszám: 10,201 Játékvezető: Pasquale Rodomonti (olasz) |

| 2001. október 6. |

| Örményország | 1–4         | Norvégia                        |
| ------------ | ----------- | ------------------------------- |
| Hakobjan 72' | Jegyzőkönyv | Borgersen 49' 80' Carew 70' 89' |

| Hanrapetakan Marzadasht, Jereván Nézőszám: 9,000 Játékvezető: Andreas Schluchter (svájci) |

## Góllövőlista
|  |  |